# Ямновский сельсовет
Ямновский сельсовет — административно-территориальная единица. Входит в состав городского округа город Бор (Нижегородская область, Россия).
Административный центр — село Ямново.

## Населенные пункты
В состав сельсовета входит 13 населенных пунктов.
| №  | Населённый пункт | Тип населённого пункта       | Население |
| -- | ---------------- | ---------------------------- | --------- |
| 1  | Белкино          | деревня                      | ↗78       |
| 2  | Вязилка          | деревня                      | ↘47       |
| 3  | Городное         | деревня                      | ↗74       |
| 4  | Долгово          | деревня                      | ↘61       |
| 5  | Завражное        | деревня                      | ↘205      |
| 6  | Ивановское       | село                         | ↘373      |
| 7  | Нечаево          | деревня                      | ↗27       |
| 8  | Никиткино        | деревня                      | ↗12       |
| 9  | Первое Мая       | посёлок                      | ↘10       |
| 10 | Плотинка         | деревня                      | ↗653      |
| 11 | Селищи           | село                         | ↘430      |
| 12 | Тугарино         | деревня                      | ↘125      |
| 13 | Ямново           | село, административный центр | ↗1525     |